# フライング・フィン

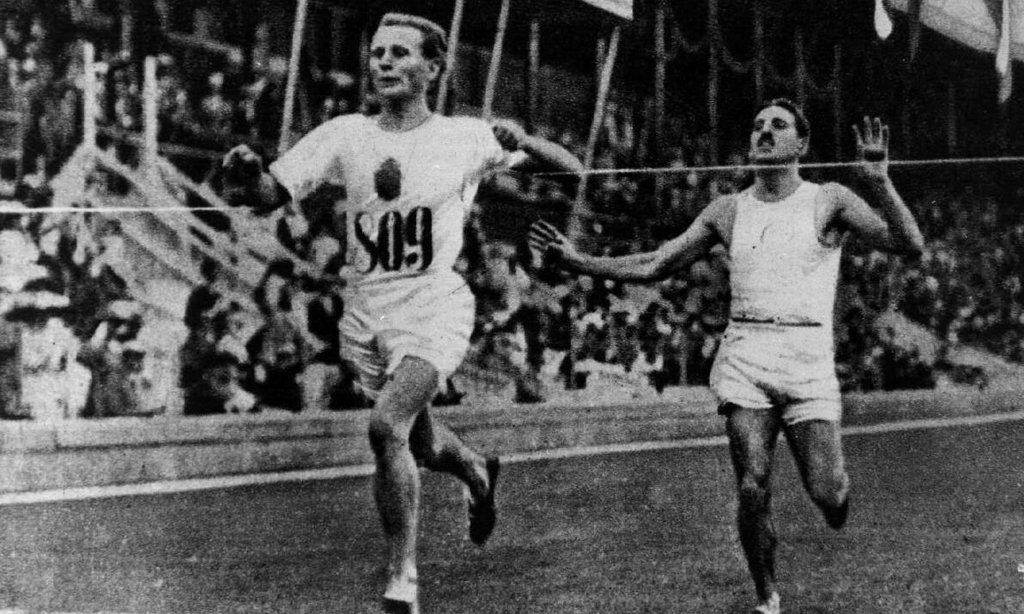
フライング・フィンの元祖、ハンネス・コーレマイネン（左）。1912年ストックホルムオリンピックにて

フライング・フィン（Flying Finn）は、世界的に有名なフィンランドのスポーツ選手に対して称える意味で使われる愛称である。直訳すると「空飛ぶフィンランド人」となる。

## 歴史
この愛称が初めて使われたのは、1912年のストックホルムオリンピックで5000m・10000m・マラソンの長距離三冠を達成したハンネス・コーレマイネンに対してである。その後陸上競技の長距離種目でフィンランド人が大活躍するようになると、彼らも「フライング・フィン」と称されるようになった。1920年のアントワープオリンピックや1924年のパリオリンピックで複数の金メダルを獲得したパーヴォ・ヌルミとビレ・リトラ、1932年のロサンゼルスオリンピックと1936年のベルリンオリンピックで3000メートル障害を連覇したボルマリ・イソ＝ホロらである。1972年のミュンヘンオリンピックと1976年のモントリオールオリンピックにおいて5000mと10000mを連覇したラッセ・ビレンが、現在のところ最後の「フライング・フィン」と呼ばれる陸上選手となっている。
続いて1960年代からは、ラリーのドライバーに対しても使われるようになった。このはしりはラウノ・アールトネン、ティモ・マキネン、パウリ・トイヴォネン、シモ・ランピネンらの世代である。1968年にはこの年の1000湖ラリー（現在のラリー・フィンランド）におけるマキネンとハンヌ・ミッコラの2人のフィンランドドライバーの優勝争いを描いた『フライング・フィン』と呼ばれる映画がカストロールによって製作された。その後もフィンランドは多数のトップドライバーを輩出し、彼らも「フライング・フィン」と呼ばれる。世界ラリー選手権（WRC）において4度優勝したユハ・カンクネンや、1996年度から1999年度にわたってWRC史上最多となる4連覇を成し遂げたトミ・マキネンらがその代表格である。
2002年のマーカス・グロンホルム以来チャンピオン獲得者は出ていないが、ミッコ・ヒルボネンやヤリ・マティ・ラトバラらが毎年のようにタイトル争いに加わる活躍を続けている。
また2006年,2007年には、BPフォードのグロンホルム,ヒルボネンのフィンランド人コンビでマニュファクチャラータイトルを2連覇している。

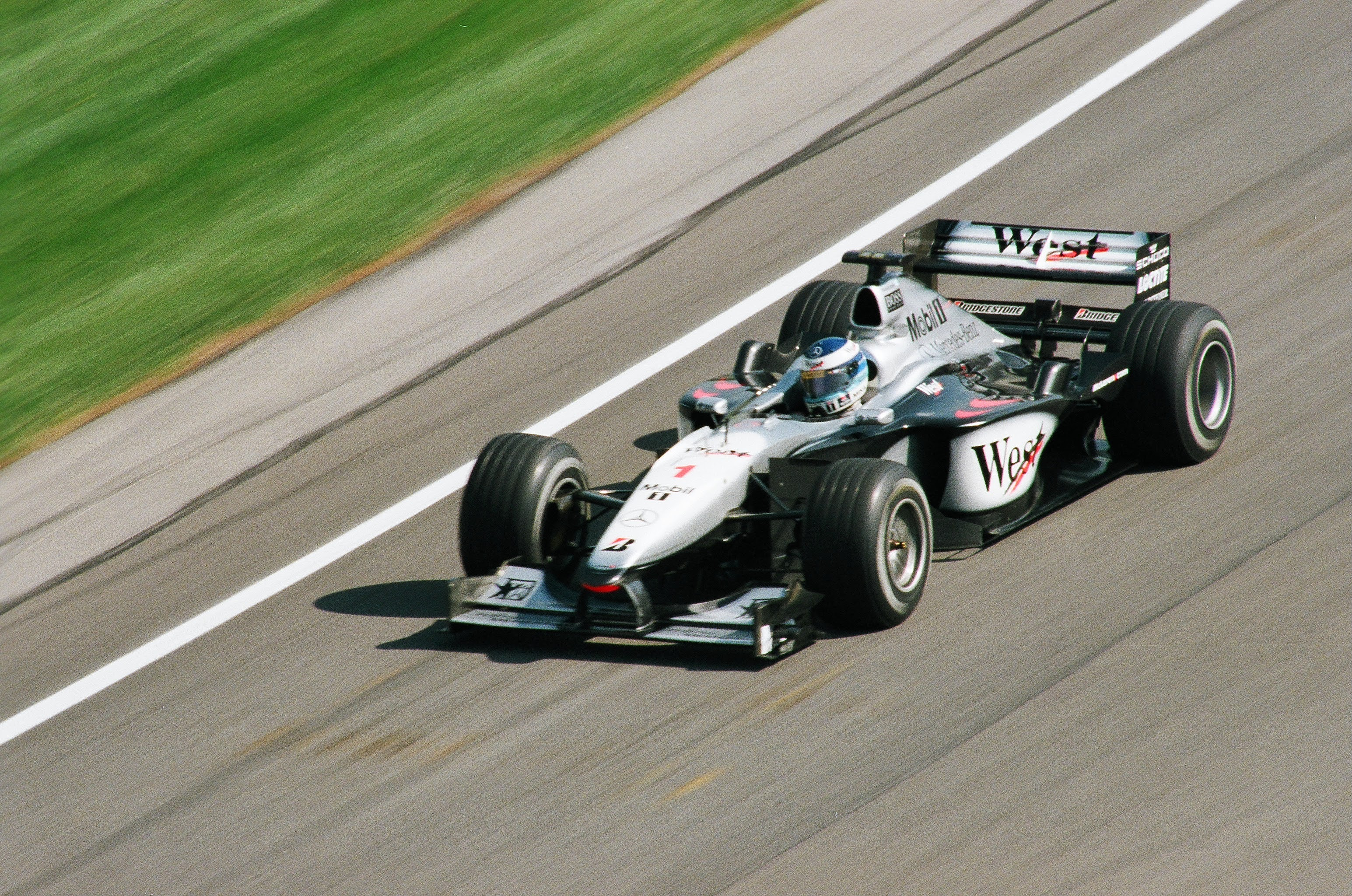
2000年のアメリカグランプリでのミカ・ハッキネン

F1レーサーで初めて「フライング・フィン」と呼ばれたのは、フィンランド初のF1レーサーでもあるレオ・キンヌネンである。彼は1970年の国際メーカー選手権に優勝したときにこの称号を自らのヘルメットに書いたが、F1では勝つことができなかった。このためよく知られたF1における最初の「フライング・フィン」は、1982年にドライバーズチャンピオンを獲得したケケ・ロズベルグである。このほか1990年代に活躍し1998年と1999年の二度ドライバーズチャンピオンを獲得したミカ・ハッキネンや、2007年にドライバーズチャンピオンに輝いたキミ・ライコネンが挙げられる。
二輪における最も有名な「フライング・フィン」は、1972年のロードレース世界選手権250ccクラスで優勝したヤーノ・サーリネンである。近年では2005年と2006年に125ccクラスで総合ランキング2位を獲得したミカ・カリオが「フライング・フィン」と呼ばれている。

## 著名なフライング・フィン

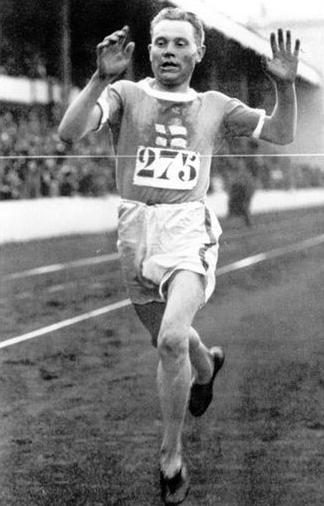
パーヴォ・ヌルミ

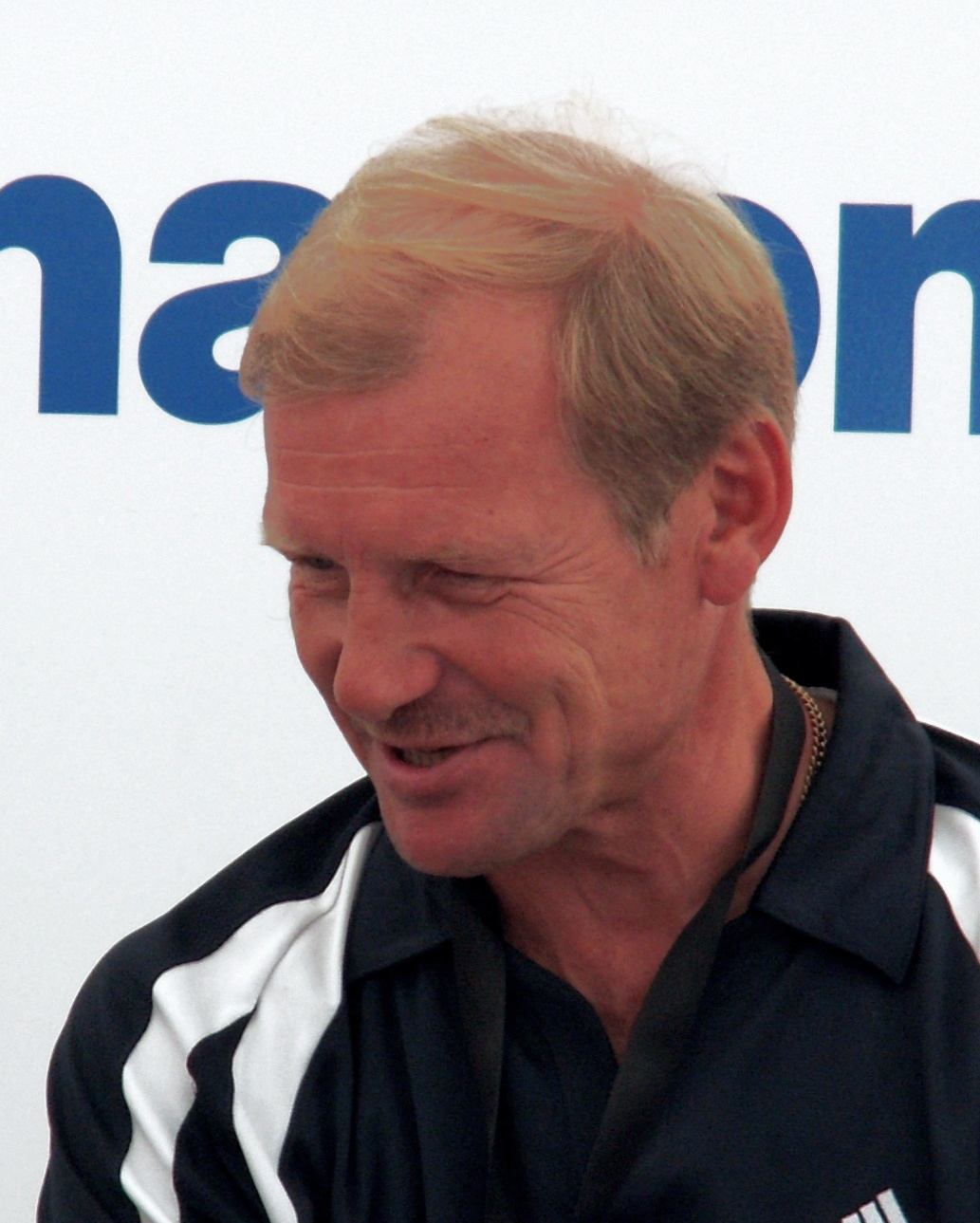
ユハ・カンクネン

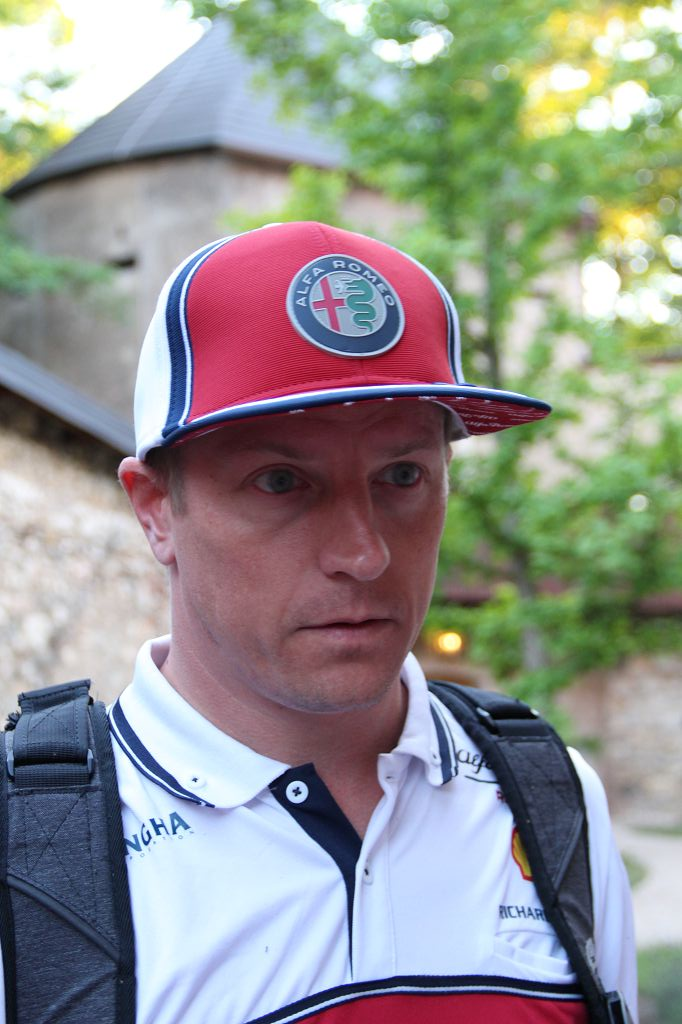
キミ・ライコネン

- 陸上競技
  - ハンネス・コーレマイネン
  - パーヴォ・ヌルミ
  - ビレ・リトラ
- サッカー
  - ヤリ・リトマネン
- アイスホッケー
  - ヤリ・クリ
- スキージャンプ
  - マッチ・ニッカネン
  - ヤンネ・アホネン
- モータースポーツ
  - WRC / ERC
    - ラウノ・アルトーネン
    - ティモ・マキネン
    - パウリ・トイヴォネン
    - ハンヌ・ミッコラ
    - シモ・ランピネン
    - ペンティ・アイリッカラ
    - キョスティ・ハマライネン
    - マルク・アレン
    - ティモ・サロネン
    - アリ・バタネン
    - ユハ・カンクネン
    - ヘンリ・トイヴォネン（パウリの息子）
    - ハリ・トイヴォネン（同上）
    - トミ・マキネン
    - マーカス・グロンホルム
    - ハリ・ロバンペラ
    - ミッコ・ヒルボネン
    - ヤリ＝マティ・ラトバラ
    - エサペッカ・ラッピ
    - カッレ・ロバンペラ（ハリの息子）

  - F1
    - ケケ・ロズベルグ
    - ミカ・ハッキネン
    - ミカ・サロ
    - J.J.レート
    - キミ・ライコネン
    - ヘイキ・コバライネン
    - バルテリ・ボッタス

  - WGP
    - ヤーノ・サーリネン